# 12e Luftwaffen-Felddivisie
De Duitse 12e Luftwaffen-Felddivisie (Duits: 12. Luftwaffen-Feld-Division) was een Duitse infanteriedivisie tijdens de Tweede Wereldoorlog. De divisie diende aan de noordelijk sector van het oostfront en was een van de weinige Luftwaffen-Felddivisies die zich kon meten met andere Wehrmachtdivisies. 

## Geschiedenis

### Oprichting en inzet in 1943
De 12e Luftwaffen-Felddivisie werd eind 1942 op Oefenterrein Bergen bij Celle gevormd uit het Flieger-Regiment 12 plus overtollig Luftwaffe-personeel.
Na een bijna drie maanden durende training werd de divisie overgeplaatst naar Heeresgruppe Nord en daar toegewezen aan het 28e Legerkorps langs de Volchov. De divisie werd ingezet ten westen van het Kirisji-bruggenhoofd ten zuiden van het Ladogameer. De weken daarna was de divisie in actie bij de frontuitstulping bij Pogostje ten noordoosten van Ljoeban.

### Overgenomen in hetHeer
Op 1 november 1943 werd de divisie bij Ljoeban overgenomen door het Heer en kreeg de benaming 12e Felddivisie (L) (Duits: 12. Feld-Division (L)), waarbij de L voor Luftwaffe stond. In het algemeen werd (ook in officiële documentatie) de naam 12e Luftwaffen-Felddivisie verder gevoerd. Hierbij moest de divisie zijn 4e Afdeling (IV. Abt., (Flak)) van het artillerieregiment afstaan. Deze bleef in de Luftwaffe en werd II./Flak-Regiment 6. 

### Inzet 1943 – 1945
Op 14 januari 1944 begon het Russische offensief om Heeresgruppe Nord te vernietigen. Defensieve en terugtrekkende veldslagen volgden tussen Ljoeban en Tsjoedovo en later richting Loega, evenals de terugtrekkingsbeweging in februari naar de "Panther"-positie tussen het Meer van Pskov en het Peipusmeer. Daarna, in maart 1944, ging het naar het gebied ten zuiden van Pskov en vervolgens ten noorden van de stad, waar de divisie zich kon handhaven tussen Pskov en de Velikaja-monding.
Nadat de 13e Luftwaffen-Felddivisie op 1 april 1944 opgeheven was, werden staf Jäger-Regiment 25 (L), met I./Jäg.Rgt. 25 (L) en I./Jäg.Rgt. 26 (L) en I./AR. 13 (L) van die divisie overgenomen. De beide bataljons vormden daarna I./ en II./Jäg.Rgt. 25 (L).
De divisie kon zijn positie behouden totdat de Sovjets hun Operatie Pskov-Ostrov lanceerden in juli 1944 en toen moest de divisie terug totdat ze eind augustus 1944 ten zuiden van het Võrtsjärv-meer lag. In september volgde de terugtocht richting Riga, stak rond 10 oktober de Gauja over en werd vervolgens ingezet om de kust van Noord-Koerland te beschermen. Maar al op 13 oktober 1944 kwam het bevel zich in te schepen en naar het eiland Ösel te gaan om de 218e Infanteriedivisie af te lossen. De divisie nam positie in op het schiereiland Sworbe en vormde de Leo-stelling. Hier kon een maand standgehouden worden en op 23 november 1944 werd de divisie weer geëvacueerd naar Koerland. Daarna volgde inzet in december in de 3e Koerlandslag bij Džūkste. Na enige maanden in dit gebied werd de divisie in februari overgebracht naar de andere vleugel, naar het gebied rond Priekulė. Begin maart volgde dan transport per schip van Libau naar Oost-Pruisen, naar Danzig. Zuidwestelijk van deze stad, rond Praust, kwam de divisie medio maart 1945 in actie en werd in de daaropvolgende maand naar de Weichselmonding teruggedreven.

### Einde
De 12e Luftwaffen-Felddivisie capituleerde op 9 mei 1945 zuidoostelijk van Danzig in de Weichselmonding bij Bohnsack. Slechts kleine gevechtsgroepen wisten over te steken naar Hela en te ontsnappen naar Sleeswijk-Holstein. Daarmee was een einde gekomen aan misschien wel de beste Luftwaffen-Felddivisie.

## Slagorde
- Luftwaffen-Jäger-Regiment 23 (met drie bataljons)
- Luftwaffen-Jäger-Regiment 23 (met drie bataljons)
- Luftwaffen-Artillerie-Regiment 12 (met vier afdelingen)
- Panzerjäger-Abteilung der Luftwaffen-Feld-Division 12
- Luftwaffen-Pionier-Bataillon 12
- Radfahrer-Kompanie der Luftwaffen-Feld-Division 12
- Luftnachrichten-Kompanie der Luftwaffen-Feld-Division 12
- Versorgungseinheiten der Luftwaffen-Feld-Division 12

Vanaf 1 november 1943:
- Jäger-Regiment 23 (L) (met twee bataljons)
- Jäger-Regiment 24 (L) (met twee bataljons)
- Jäger-Regiment 25 (L) (met twee bataljons), vanaf april 1944
- Artillerie-Regiment 12 (L) (met vier afdelingen)
- Füsilier-Bataillon 12 (L)
- Feldersatz-Bataillon 12 (L)
- Panzerjäger-Abteilung 12 (L)
- Pionier-Bataillon 12 (L)
- Nachrichten-Abteilung 12 (L)
- Divisionseinheiten 12 (L)

## Commandanten
| Rang                                                                            | Naam                 | Begin            | Eind               |
| ------------------------------------------------------------------------------- | -------------------- | ---------------- | ------------------ |
| Generalmajor vanaf 1 oktober 1943 Generalleutnant                               | Herbert Kettner      | 1 december 1942  | 14 november 1943   |
| Oberst vanaf 1 februari 1944 Generalmajor vanaf 1 augustus 1944 Generalleutnant | Gottfried Weber      | 14 november 1943 | 7 april 1945       |
| Oberst                                                                          | Wolfgang Kretzschmar | 15 november 1944 | 27 december 1944 † |
| Generalleutnant                                                                 | Franz Schlieper      | 10 april 1945    | 9 mei 1945         |

Oberst Kretzschmar was m.st.F.b. (mit der stellvertretende Führung beauftragt = met het plaatsvervangend commando belast). Hij sneuvelde bij gevechten rond Džūkste.

## Bovenliggende bevelslagen
| Legerkorps     | Leger            | Legergroep            | Plaats/regio   | Begin            | Eind             |
| -------------- | ---------------- | --------------------- | -------------- | ---------------- | ---------------- |
| 28e Legerkorps | 18. Armee        | Heeresgruppe Nord     | Volchov, Loega | maart 1943       |                  |
| 26e Legerkorps | 18. Armee        | Heeresgruppe Nord     | Volchov, Loega | januari 1944     |                  |
| 50e Legerkorps | 18. Armee        | Heeresgruppe Nord     | Pskov          | maart 1944       | 6 oktober 1944   |
| 43e Legerkorps | 16. Armee        | Heeresgruppe Nord     | Riga, Koerland | 7 oktober 1944   |                  |
| 50e Legerkorps | 16. Armee        | Heeresgruppe Nord     | Koerland       | december 1944    |                  |
| VI SS Korps    | 16. Armee        | Heeresgruppe Nord     | Koerland       | januari 1945     |                  |
| 1e Legerkorps  | 18. Armee        | Heeresgruppe Kurland  | Koerland       | februari 1945    |                  |
| 10e Legerkorps | 18. Armee        | Heeresgruppe Kurland  | Koerland       | maart 1945       | begin maart 1945 |
| 27e Legerkorps | 2. Armee         | Heeresgruppe Mitte    | Danzig         | medio maart 1945 |                  |
| 23e Legerkorps | 2. Armee         | Heeresgruppe Weichsel | Danzig         | maart 1945       | april 1945       |
| 18e Bergkorps  | Armee Ostpreußen | OKH                   | Danzig         | 7 april 1945     | 9 mei 1945       |